# Tomáš Cihlář (vědec)
Tomáš Cihlář (* 1967 Chomutov) je český biochemik a virolog. Je viceprezidentem pro virologii americké společnosti Gilead Sciences, kde vede Department of biology s týmem stovky vědců, kteří se zabývají vývojem antivirotik. Odhaduje se, že na světě se jen přípravky proti HIV, které vyrábí firma Gilead Sciences, léčí asi 12 milionů lidí.

## Vzdělání
Dětství a mládí prožil v severočeském Chomutově, kde absolvoval gymnázium. Poté vystudoval Vysokou školu chemicko-technologickou v Praze, obor kvasná chemie a bioinženýrství (školitelé Jan Páca, Vladimír Jirků). Postgraduální studium absolvoval v Ústavu organické chemie a biochemie AV ČR (školitelé Ivan Rosenberg, Ivan Votruba) a roce 1994 získal titul kandidáta věd. Zabýval se výzkumem antivirových látek v oddělení profesora Antonína Holého. V tomtéž roce odešel do Spojených států amerických na postdoktorandskou stáž k firmě Gilead Sciences a jako vědecký pracovník se zde zabýval vývojem antivirotik na bázi nukleotidových analogů, zejména přípravku Viread, který se stal hlavním lékem proti infekci HIV.

## Výzkum
Je viceprezidentem firmy Gilead Sciences pro virologii a v této funkci vede tým téměř stovky vědců pracujících na výzkumu nových látek pro léčbu HIV, virové hepatitidy B, respiračních infekcí a dalších virových onemocnění, jako například Ebola, MERS, horečka dengue. Na řadě těchto projektů stále úzce spolupracuje s vědci z Ústavu organické chemie a biochemie AV ČR), zejména Zdeňkem Havlasem, Zdeňkem Hostomským a se skupinou Radima Nencky Design léčiv a medicinální chemie, která se zabývá vývojem sloučenin, které jsou schopny zastavit replikaci důležitých lidských patogenů pomocí zablokování remodelace buněčných membrán těmito viry vyvolanou.
V současné době koordinuje výzkum inhibitorů HIV, které jsou zaměřeny na enzym integrázu nebo brání tvorbě virové kapsidy. V poslední době se zabývá nízkomolekulárními agonisty TLR7 (Toll-like receptor 7). Receptory TLR7 rozeznávají jednovláknovou RNA v endozomech a hrají roli v přirozené antivirové imunitě. Tyto látky by měly napomoci k eliminaci rezervoáru HIV v T-lymfocytech a úplnému vyléčení pacientů s HIV.
Ve firmě Gilead Sciences se podílel na vývoji přípravku remdesivir., původně určeného k léčbě Eboly. Epidemie Eboly však skončila dříve, než mohl být nový lék otestován. Remdesivir se mezitím ukázal jako potenciálně účinný k léčbě koronavirové infekce a v současnosti firma poskytla 5 000 dávek k experimentálnímu využití v Číně a čtyřem stovkám pacientů v 50 dalších státech.
V roce 2024 Cihlářův tým v Gilead Sciences oznámil zásadní průlom ve vývoji léku lenakapavir, který který byl v roce 2025 schválen americkým Úřadem pro kontrolu potravin a léčiv (FDA) pro léčbu pacientů s multirezistentní formou HIV. Klinická studie provedená v Africe, prokázala že lenakapavir dokáže zcela zabránit přenosu viru HIV. Na rozdíl od běžných léků, které se musí užívat denně, stačí lenakapavir podat jen dvakrát ročně. Podle Cihláře by to mohlo výrazně usnadnit prevenci a zásadně zpomalit šíření HIV, podobně jako očkování proti chřipce.

## Ocenění
Tomáš Cihlář obdržel 28. září 2020 Mimořádnou Cenu Neuron za významný vědecký objev a zásluhy o vývoj virostatik proti závažným virovým onemocněním a za zásluhy o českou i světovou vědu.

### Publikované články
- Podrobně viz: PubMed: Cihlar T et al., vědecké publikace